# Tutkarz gałązkowiec
Tutkarz gałązkowiec (Involvulus icosandriae) – gatunek chrząszcza z rodziny tutkarzowatych. Zamieszkuje palearktyczną Eurazję od Półwyspu Iberyjskiego po Wyspy Japońskie. Żeruje na drzewach i krzewach z rodziny różowatych.

## Taksonomia
Gatunek ten opisany został po raz pierwszy w 1763 roku przez Giovanniego Antonia Scopoliego pod nazwą Curculio icosandriae. W 1775 roku niezależnie opisany został przez Charlesa De Geera pod nazwą Curculio caeruleus. W XX wieku klasyfikowany był głównie w rodzaju Rhynchites. Współcześnie umieszcza się go w podrodzaju Teretriorhynchites, który to klasyfikowany jest w rodzaju Involvulus lub Haplorhynchites.

## Morfologia
Chrząszcz o ciele długości od 3 do 3,9 mm, od spodu czarnym, a z wierzchu o metalicznie połyskującym oskórku barwy niebieskiej do niebieskofioletowej. Owłosienie ciała jest gęste i długie; na pokrywach występują włoski sterczące i półwzniesione.
Ryjek u samca jest tak długi jak przedplecze i ma czułki umieszczone w połowie długości. U samicy ryjek jest znacznie dłuższy od przedplecza a czułki leżą trochę przed jego środkiem. Ostatni człon czułków ma wyraźne przewężenie w części wierzchołkowej. Głowa ma za oczami boki równoległe z lekko przewężonymi nasadami skroni.
Tułów ma przedplecze tak długie jak szerokie, bardzo słabo zaokrąglone po bokach. Pokrywy są dłuższe niż szerokie, około 1,9 raza szersze od przedplecza. Rzędy pokryw mają na całej długości duże, równych wielkości punkty. Dziewiąty z rzędów dochodzi do wierzchołka pokrywy. Międzyrzędy są wąskie, węższe od rowków, wysklepione, zaopatrzone w jeden szereg punktów każdy. Odnóża u obu płci mają po jednym małym, często zasłoniętym szczecinkami kolcu na wierzchołkach goleni.

## Ekologia i występowanie
Owad ten zasiedla stanowiska suche i ciepłe, zwłaszcza o charakterze kserotermicznym. Owady dorosłe aktywne są od kwietnia do czerwca. Są foliofagami żerującymi na liściach i pąkach drzew i krzewów z rodziny różowatych. Larwy są endofitofagami. Do roślin pokarmowych larw należą głogi, grusze, jabłonie, pigwy, róże, śliwy i wiśnie. Samica żłobi w młodym pędzie dołek i do niego składa jaja, po czym podgryza pęd poniżej dołka. Żerowanie larwy wewnątrz pędu trwa od dwóch do trzech tygodni. Po tym okresie schodzi ona do gleby, gdzie następuje przepoczwarczenie. Rozwój poczwarki zajmuje 15–20 dni.
Gatunek palearktyczny. W Europie znany jest z Hiszpanii, Wielkiej Brytanii, Francji, Belgii, Luksemburga, Holandii, Niemiec, Szwajcarii, Austrii, Włoch, Danii, Szwecji, Estonii, Łotwy, Litwy, Polski, Czech, Słowacji, Węgier, Białorusi, Ukrainy, Mołdawii, Rumunii, Bułgarii, Słowenii, Chorwacji, Bośni i Hercegowiny oraz europejskich części Rosji i Turcji. W Azji rozprzestrzeniony jest od azjatyckiej części Turcji, Gruzji, Kazachstanu i Syberii przez Azerbejdżan, Iran i Rosyjski Daleki Wschód po Japonię. W Polsce na początku XX wieku był owadem nierzadkim, jednak jego stanowiska współczesne są nieliczne.